# Online Film Critics Society Awards/Beste Kamera
Der Online Film Critics Society Awards (OFCS Award) für die beste Kamera wird seit 1998 jedes Jahr verliehen.

## Statistik
| Statistik                                      |                                  |
| Am häufigsten honorierter Kameramann           | Roger Deakins (6 Siege)          |
| Am häufigsten nominierter Kameramann           | Roger Deakins (10 Nominierungen) |
| Am häufigsten nominierter Kameramann ohne Sieg | Rodrigo Prieto (5 Nominierungen) |

## Gewinner und Nominierte
Alle Nominierten eines Jahres sind angeführt, der Sieger steht jeweils zuoberst.

### 1998 bis 1999
1998
Der Soldat James Ryan – Janusz Kamiński
Pleasantville – Zu schön, um wahr zu sein – John Lindley
Der schmale Grat – John Toll
1999
Sleepy Hollow – Emmanuel Lubezki
American Beauty – Conrad L. Hall
Eyes Wide Shut – Larry Smith
Eine wahre Geschichte – The Straight Story – Freddie Francis
Three Kings – Es ist schön König zu sein – Newton Thomas Sigel

### 2000 bis 2009
2000
Tiger and Dragon – Peter Pau
Gladiator – John Mathieson
O Brother, Where Art Thou? – Roger Deakins
Requiem for a Dream – Matthew Libatique
Traffic – Macht des Kartells – Peter Andrews
2001
The Man Who Wasn’t There – Roger Deakins
Der Herr der Ringe: Die Gefährten – Andrew Lesnie
Moulin Rouge – Donald McAlpine
Mulholland Drive – Peter Deming
A.I. – Künstliche Intelligenz – Janusz Kamiński
2002
Dem Himmel so fern – Edward Lachman
Gangs of New York – Michael Ballhaus
Der Herr der Ringe: Die zwei Türme – Andrew Lesnie
Minority Report – Janusz Kamiński
Road to Perdition – Conrad L. Hall
2003
Der Herr der Ringe: Die Rückkehr des Königs – Andrew Lesnie
Das Mädchen mit dem Perlenohrring – Eduardo Serra
Kill Bill Vol. 1 – Robert Richardson
Last Samurai – John Toll
Nomaden der Lüfte – Das Geheimnis der Zugvögel – Olli Barbé, Michel Benjamin, Sylvie Carcedo-Dreujou, Laurent Charbonnier, Luc Drion, Laurent Fleutot, Philippe Garguil, Dominique Gentil, Bernard Lutic, Thierry Machado, Stéphane Martin, Fabrice Moindrot, Ernst Sasse, Michel Terrasse und Thierry Thomas
2004
Hero – Christopher Doyle
Aviator – Robert Richardson
Collateral – Dion Beebe und Paul Cameron
Vergiss mein nicht! – Ellen Kuras
House of Flying Daggers – Zhao Xiaoding
2005
Sin City – Robert Rodriguez
2046 – Christopher Doyle, Kwan Pun Leung und Yiu-Fai Lai
Good Night, and Good Luck. – Robert Elswit
The New World – Emmanuel Lubezki
Brokeback Mountain – Rodrigo Prieto
2006
Children of Men – Emmanuel Lubezki
Apocalypto – Dean Semler
Babel – Rodrigo Prieto
The Fountain – Matthew Libatique
Pans Labyrinth – Guillermo Navarro
2007
No Country for Old Men – Roger Deakins
Abbitte – Seamus McGarvey
Die Ermordung des Jesse James durch den Feigling Robert Ford – Roger Deakins
Schmetterling und Taucherglocke – Janusz Kamiński
There Will Be Blood – Robert Elswit
2008
The Dark Knight – Wally Pfister
Che – Revolución (Che – Part One: The Argentine) – Peter Andrews
Der seltsame Fall des Benjamin Button – Claudio Miranda
The Fall – Colin Watkinson
Slumdog Millionär – Anthony Dod Mantle
2009
Inglourious Basterds – Robert Richardson
A Serious Man – Roger Deakins
Avatar – Aufbruch nach Pandora – Mauro Fiore
District 9 – Trent Opaloch
Tödliches Kommando – The Hurt Locker – Barry Ackroyd

### 2010 bis 2019
2010
True Grit – Roger Deakins
127 Hours – Anthony Dod Mantle und Enrique Chediak
Black Swan – Matthew Libatique
Inception – Wally Pfister
Shutter Island – Robert Richardson
2011
The Tree of Life – Emmanuel Lubezki
The Artist – Guillaume Schiffman
Drive – Newton Thomas Sigel
Hugo Cabret – Robert Richardson
Melancholia – Manuel Alberto Claro
2012
James Bond 007: Skyfall – Roger Deakins
Life of Pi: Schiffbruch mit Tiger – Claudio Miranda
Lincoln – Janusz Kamiński
The Master – Mihai Mălaimare Junior
Moonrise Kingdom – Robert D. Yeoman
2013
Gravity – Emmanuel Lubezki
12 Years a Slave – Sean Bobbitt
The Grandmaster – Philippe Le Sourd
La Grande Bellezza – Die große Schönheit – Luca Bigazzi
Inside Llewyn Davis – Bruno Delbonnel
2014
Grand Budapest Hotel – Robert D. Yeoman
Birdman oder (Die unverhoffte Macht der Ahnungslosigkeit) – Emmanuel Lubezki
Ida – Ryszard Lenczewski und Łukasz Żal
Mr. Turner – Meister des Lichts – Dick Pope
Under the Skin – Dan Landin
2015
Mad Max: Fury Road – John Seale
The Assassin – Mark Lee Ping Bin
Carol – Edward Lachman
The Revenant – Der Rückkehrer – Emmanuel Lubezki
Sicario – Roger Deakins
2016
La La Land – Linus Sandgren
Arrival – Bradford Young
Jackie: Die First Lady – Stéphane Fontaine
Moonlight – James Laxton
The Neon Demon – Natasha Braier
2017
Blade Runner 2049 – Roger Deakins
Dunkirk – Hoyte van Hoytema
Die versunkene Stadt Z (The Lost City of Z) – Darius Khondji
Mudbound – Rachel Morrison
Shape of Water – Das Flüstern des Wassers – Dan Laustsen
2018
Roma – Alfonso Cuarón
Cold War – Der Breitengrad der Liebe (Zimna wojna) – Łukasz Żal
The Favourite – Intrigen und Irrsinn – Robbie Ryan
Aufbruch zum Mond (First Man) – Linus Sandgren
If Beale Street Could Talk – James Laxton
2019
1917 – Roger Deakins
The Irishman – Rodrigo Prieto
Der Leuchtturm (The Lighthouse) – Jarin Blaschke
Once Upon a Time in Hollywood – Robert Richardson
Porträt einer jungen Frau in Flammen (Portrait de la jeune fille en feu) – Claire Mathon

### Ab 2020
2020
Nomadland – Joshua James Richards
Da 5 Bloods – Newton Thomas Sigel
First Cow – Christopher Blauvelt
Mank – Erik Messerschmidt
Tenet – Hoyte Van Hoytema
2021
The Power of the Dog – Ari Wegner
Dune – Greig Fraser
The Green Knight – Andrew Droz Palermo
Macbeth – Bruno Delbonnel
West Side Story – Janusz Kamiński
2022
Top Gun: Maverick – Claudio Miranda
The Banshees of Inisherin – Ben Davis
Die Fabelmans – Janusz Kamiński
Nope – Hoyte van Hoytema
Tár – Florian Hoffmeister
2023
Oppenheimer – Hoyte van Hoytema
Asteroid City – Robert D. Yeoman
Barbie – Rodrigo Prieto
Killers of the Flower Moon – Rodrigo Prieto
Poor Things – Robbie Ryan
2024
Dune: Part Two – Greig Fraser
Der Brutalist (The Brutalist) – Lol Crawley
Konklave (Conclave) – Stéphane Fontaine
Nickel Boys – Jomo Fray
Nosferatu – Der Untote (Nosferatu) – Jarin Blaschke